# 永璘
愛新覚羅 永璘（あいしんかくら えいりん、満洲語: ᠶᠣᠩ
ᠯᡳᠨ 転写：Yong Ling、	乾隆31年5月11日 - 嘉慶25年3月13日）は、清の乾隆帝の第十七皇子。母は孝儀純皇后魏佳氏。乾隆帝の末息子である。

## 生涯
乾隆31年（1766年）5月11日に生まれる。
生母は孝儀純皇后魏佳氏であり、当時は皇貴妃であった。
乾隆40年（1775年）1月29日、生母である皇貴妃魏氏が病により亡くなったため、景仁宮の穎妃巴林氏が養育を担当した。
乾隆49年（1784年）1月、乾隆帝の南巡に随行する。
乾隆54年（1789年）、永璘は貝勒に晋封された。
分府の際、乾隆帝から質屋を下賜され、元本と利息を合わせて銀4万8413両の価値があった。
嘉慶帝が即位した後、永璘には政務を管理させなかった。
嘉慶帝は永璘の屋敷は平穏で、慎ましく、謹慎であり、大変評価できると述べている。
嘉慶4年（1799年）1月、嘉慶帝が親政を開始し、永璘は「惠郡王」に封じられ、その後「慶郡王」に改封された。
同年3月、乾隆帝の奸臣ヘシェンが処刑されると、永璘は同母兄である嘉慶帝に和珅の邸宅を賜るよう願い出た。
嘉慶帝はこれを許可し、ヘシェンの邸宅を「慶王府」として永璘に下賜した。
嘉慶5年（1800年）1月、穎貴太妃の70歳の誕生日を祝う際、永璘は事前に嘉慶帝に奏報せず、護衛や宦官を通じて寿康宮に直接贈り物を運ばせた。
このため、嘉慶帝は彼を乾清門から退出させたが、特別の恩恵として引き続き内廷で職務に就くことを許した。
嘉慶21年（1816年）、永璘が政務の奏摺（報告書）を宦官を通じて提出し、制度に違反したため、給与が減俸された。
嘉慶25年（1820年）3月、永璘が重病にかかると、嘉慶帝は自ら見舞い、「慶親王」に進封するよう命じた。
同年3月13日（卯刻）に薨去し、諡号は「僖」とされた。
同年3月16日、嘉慶帝は、孝儀純皇后の姪孫・花沙布に、永璘の屋敷で喪に服すよう命じた。
さらに、花沙布が3月13日以降に慶親王府で喪に服したかどうかを調査し、もし喪に服していなければ、すぐに喪服を着せるよう命じた。
百日喪が明けた後、永璘の3人の息子は特別に皇子たちと共に上書房（皇子たちの学問所）で学ぶことを許可された。
また、第5女は宮中に迎えられ、皇后のもとで養育されることになった。
しかし、彼女は宮中入りしてわずか8日後に熱中症が原因で慢性痙攣を発症し、夭折してしまった。
その後、葬儀は和碩格格（皇女）の例に則って執り行われた。

## 永璘の墓
北京昌平城の南西40里にある白洋溝自然風景区には、慶親王の墓の遺跡がある。
その中で、永璘の碑亭は二重屋根構造である。
これは、光緒帝の父である醇賢親王の墓（七王墳）ですら一重屋根の碑亭であることと比較して、非常に珍しい。
清朝を通じて、二重屋根の碑亭を持っていたのは、永璘の他に慶密親王奕劻と僧格林沁のみである。

## 歴史記録と評価
礼親王昭梿が記した『嘯亭雑録』では、永璘について次のように述べられている。
```
「慶僖親王（永璘）は乾隆帝の第十七子である。体格はがっしりしており、肌の色は浅黒い。読書はあまり得意ではなく、音楽や遊びを好んだ。若い頃はしばしば変装して外出し、花街柳巷（歓楽街）に出入りした。このため、乾隆帝は彼を非常に嫌い、貝勒に留めた。」
```

一方、嘉慶帝は異なる評価をしている。
```
「弟である慶郡王永璘は、幼い頃から父である乾隆帝の愛情を受けた。巡幸の際には、必ず私や
成親王
とともに随行していた。彼は読書が不得手で、騎射にも優れていなかったが、それでも父からの恩愛を受け、貝勒に封じられた。」
「慶親王 永璘は、生来誠実で慎み深く、幼い頃から父帝に愛されていたため、貝勒に封じられた。」
```

昭梿は永璘を「素行不良で、遊び好きな人物」と評したが、嘉慶帝は「父から愛された温厚な弟」として語っている。

## 家庭

### 妻妾
- 嫡福晋（正妻）：鈕祜禄（ニオフル）氏：果毅公兼戸部尚書阿里袞（アリグン） の第十二女。道光帝の最初の皇后孝穆成皇后の叔母。
  - 乾隆44年（1779年）11月12日、内務府の記録によれば「福晋は14歳で、乾隆44年9月15日寅の刻に生まれた」とある。
  - 乾隆45年（1780年）10月19日卯の刻に成婚。
  - 嘉慶6年（1801年）7月10日、瘟疫にかかり喉の炎症を発症、その後赤痢へと悪化し、同日巳の刻に病死。
  - 嘉慶6年7月11日、恩賞として造辦処（宮廷工房）の銀500両を支給され、喪儀が執り行われた。
  - 同年7月23日、さらに恩賞として銀を追加支給し、葬儀が行われた。
- 継福晋（後妻）：武佳氏：副将 書林 の娘。
  - 嘉慶2年（1797年）2月8日、側福晋として慶郡王の第三子・綿愍を出産。
  - 嫡福晋の鈕祜禄氏が死去した後、嘉慶8年（1803年）に正妻に昇格。
  - 中国第一歴史档案館に所蔵される道光3年（1823年）3月5日の記録によると、この日またはそれ以前に死去したことがわかる。
- 側福晋（側室）：劉佳氏：明福の娘。
- 側福晋：孫氏：八品官・徳昇 の娘。元々は庶福晋だったが側福晋に昇格。
- 側福晋：陶佳氏：司庫・慶昇 の娘。
- 庶福晋（庶妻）：李氏：八品官・明福 の娘。
  - 中国第一歴史档案館に所蔵される嘉慶25年（1820年）7月14日の記録によると、彼女の娘（第五女）が宮中で暑気あたりを患い、中元節の期間中に驚いて死亡したため、郡主に追封された。
- 庶福晋：張佳氏：観禄 の娘。
- 侍妾（媵妾）：趙氏

### 子女

#### 息子
- 長男：綿恒
- 次男：幼少で夭折
- 三男：慶良郡王・綿愍
- 四男：幼少で夭折
- 五男：綿悌 - 後に慶郡王の位を剥奪される）
- 六男：輔国公・綿性 - 子：奕劻、奕勳、奕功、奕勵

#### 娘
- 第一女：県君
  - 乾隆52年（1787年）12月1日酉の刻、庶福晋張佳氏の娘として生まれる。
  - 嘉慶10年（1805年）10月、トゥメト部の台吉・頭等侍衛ザラワドルジに嫁ぐ。
  - 同年11月に婚姻。
  - 没年は不明。
- 第二女
  - 嘉慶元年（1796年）6月22日卯の刻、嫡福晋鈕祜祿氏 の娘として生まれる。
  - 嘉慶6年（1801年）7月1日酉の刻に死去。
- 第三女
  - 嘉慶9年（1804年）10月27日寅の刻、庶福晋李氏（八品官・明福の娘）の娘として生まれる。
  - 嘉慶12年（1807年）4月25日亥の刻に死去。
- 第四女
  - 嘉慶16年（1811年）8月25日辰の刻、庶福晋孫氏の娘として生まれる。
  - 嘉慶18年（1813年）4月8日に死去。
- 第五女（追封郡主）
  - 嘉慶18年（1813年）8月29日、庶福晋李氏の娘として生まれる。
  - 嘉慶25年（1820年）7月14日子の刻に死去。
  - 宮中で暑気あたりを患い、中元節の期間中に驚いて死亡したため、死後「郡主」に追封された。
- 第六女
  - 嘉慶20年（1815年）6月19日子の刻、側福晋 陶佳氏 の娘として生まれる。
  - 嘉慶23年（1818年）1月19日卯の刻に死去。
- 第七女
  - 嘉慶22年（1817年）7月27日辰の刻、媵妾 趙氏 の娘として生まれる。
  - 道光15年（1835年）11月、喀喇沁（カラチン）部のウリャンカイ氏・三扎喜里（サンジャリ）に嫁ぐ。
  - 同月に婚姻。
  - 没年は不明。